# Aintree
Aintree é uma aldeia e paróquia civil do Borough Metropolitano de Sefton, Merseyside. Ela está localizada entre Walton e Maghull na estrada A59, cerca de 6,5 milhas (10,5 km) ao norte do centro da cidade de Liverpool, no noroeste da Inglaterra.
Ela é mais bem conhecida como o local da Aintree Racecourse, e desde o século XIX foi o palco da corrida de cavalo Grand National. Durante as décadas de 1950 e 1960, existia também um circuito de três milhas de extensão para corrida de veículos motorizados no local, que utilizava as mesmas tribunas principais da corrida de cavalos. Uma versão menor do circuito ainda é utilizada para vários eventos, apesar das corridas de carro terem deixado de ser realizadas em 1982.